# Martin Saarikangas
Jarl-Martin Alexander Saarikangas (né le 24 janvier 1937 à Helsinki) est un homme d'affaires (construction navale) finlandais, il est Vuorineuvos.

## Biographie
Martin Saarikangas est notamment connu comme cofondateur de Masa-Yards, après la faillite de Wärtsilä Marine. 
De 2003 à 2007, il est membre du Parlement finlandais pour le Parti de la coalition nationale.
En 1994, il a joué trois minutes pour l'équipe du Championnat de Finlande de football du TPS Turku à l'âge de 57 ans.